# Dívne (Simferòpol)
|  | Per a altres significats, vegeu «Dívnoie». |

Dívne (en ucraïnès: Дивне) és un poble de la República Autònoma de Crimea, a Ucraïna, que el 2014 tenia 51 habitants. Pertany al districte de Simferòpol.